# RWE Rhein-Ruhr
Die ehemalige RWE Rhein-Ruhr AG war der Rechtsnachfolger der RWE Energie AG, die seit der Gründung der Holding RWE AG 1990 bis zur Fusion mit VEW 2000 das gesamte Strom-Geschäft des RWE-Konzerns umfasste.
Die RWE Rhein-Ruhr AG war eine Tochtergesellschaft der RWE Energy AG im Bereich von Wesel bis Bad Kreuznach und von Düren bis Siegen mit der Zentrale in Essen. Von ihr wurden 2.670.000 Kunden mit Strom, 348.000 mit Gas und 225.000 mit Wasser versorgt.
Die ehemalige RWE Rhein-Ruhr beschäftigte etwa 7100 Mitarbeiter und rund 750 Auszubildende und erwirtschaftete im Jahr 2004 einen Umsatz von etwa 5,8 Mrd. Euro.
Zum 1. September 2009 wurde die RWE Rhein-Ruhr AG in RWE Rheinland Westfalen Netz AG umfirmiert. Das Vertriebsgeschäft wurde auf die RWE Vertrieb AG abgespalten und das Netzgeschäft der aufgelösten RWE Westfalen-Weser-Ems AG übernommen. Die Zwischenholding RWE Energy AG entfiel bei dieser Umstrukturierung.
Am 2. Dezember 2010 beschloss die Hauptsammlung der RWE Rheinland Westfalen Netz AG die Gesellschaft in RWE Deutschland AG umzufirmieren.

## Beteiligungen
Die ehemalige RWE Rhein-Ruhr AG und heutige RWE Deutschland AG besitzt Mehrheitsbeteiligungen an mehreren Energieversorgern sowie Tochterunternehmen, die in Teilregionen die Versorgung übernehmen.
Die Gesellschaft hält unter anderem eine 67-prozentige Beteiligung an der rhenag Rheinische Energie AG sowie 79 % der Anteile an der ELE Emscher Lippe Energie GmbH.
Zudem ist die Gesellschaft mit einer Minderheitsbeteiligung an mehreren Stadtwerken beteiligt.